# John Hughes (Eishockeyspieler, 1954)
John Spencer Hughes (* 18. März 1954 in Charlottetown, Prince Edward Island) ist ein ehemaliger kanadischer Eishockeyspieler. Der Verteidiger bestritt während seiner von 1974 bis 1982 andauernden Profikarriere unter anderem 77 Partien für die Edmonton Oilers, Vancouver Canucks und New York Rangers in der National Hockey League. Den Großteil seiner Laufbahn verbrachte er allerdings in der World Hockey Association, in der er über 300 Spiele für fünf Teams absolvierte.

## Karriere
John Hughes verbrachte seine Juniorenzeit in Ontario, wo er erst für die Markham Waxers aktiv war, bevor er in der Spielzeit 1971/72 zu den Toronto Marlboros in die Ontario Hockey Association (OHA) wechselte. Nach seiner ersten kompletten Saison gewann er mit dem Team ebenso die OHA-Playoffs um den J. Ross Robertson Cup wie auch den anschließenden Memorial Cup. Als physisch robuster Abwehrspieler empfahl er sich in der Folge auch für den Profibereich, sodass er im NHL Amateur Draft 1974 an 41. von den Vancouver Canucks und im WHA Secret Amateur Draft 1974 an neunter Stelle von den Houston Aeros ausgewählt wurde.
In der Wahl zwischen den beiden konkurrierenden nordamerikanischen Profiligen entschied sich Hughes vorerst für die World Hockey Association (WHA), in der er mit Beginn der Saison 1974/75 für die Phoenix Roadrunners auflief. Die Roadrunners hatten ihn leihweise von den Cincinnati Stingers verpflichtet, die ihn wiederum im Juni 1974 samt Dick Spannbauer erworben und dafür Don Larway zu den Houston Aeros geschickt hatten. Zur Spielzeit 1975/76 nahm auch das Franchise der Stingers den Spielbetrieb auf, in deren Trikot der Verteidiger mit 37 Scorerpunkten aus 79 Spielen seinen Karriere-Bestwert in der WHA verzeichnete.  Darüber hinaus platzierte er sich mit 204 Strafminuten unter den zehn meistbestraften Akteuren der Liga. Nach zwei Jahren in Cincinnati wurde er im Mai 1977 zu den Houston Aeros transferiert, während im Gegenzug Craig Norwich und die Rechte an Dave Taylor zu den Stingers wechselten.
In der Folge zeichnete sich das Ende der WHA, die sich 1979 auflösen sollte, bereits in Houston ab, wo Hughes nur ein Jahr verbringen sollte, bevor die Aeros den Spielbetrieb 1978 einstellten. Er wurde für eine finanzielle Gegenleistung zu den Indianapolis Racers transferiert, die sich ein halbes Jahr später ebenfalls auflösten, sodass er sich Mitte der Saison 1978/79 als Free Agent den Edmonton Oilers anschloss. Mit der Mannschaft um Wayne Gretzky erreichte er in den Playoffs 1979 das Finale um die Avco World Trophy, unterlag dort allerdings den Winnipeg Jets, bevor beide Mannschaften in die National Hockey League (NHL) übertraten.
Hughes blieb im Zuge des NHL Expansion Draft 1979 jedoch nicht den Oilers erhalten, sondern wurde von den Vancouver Canucks zurückgefordert (reclaimed), die nach wie vor seine NHL-Rechte hielten. Somit verbrachte er ein Jahr im pazifischen Nordwesten, bevor er im Dezember 1980 über den Waiver zu den Oilers zurückkehrte. Dort wurde er jedoch bereits überwiegend bei Edmontons Farmteam eingesetzt, den Wichita Wind aus der Central Hockey League, bevor man ihn im März 1981 für Ray Markham zu den New York Rangers tauschte. Auch dort stand er überwiegend beim Farmteam aus der American Hockey League (AHL) auf dem Eis, den New Haven Nighthawks, bevor er seine Karriere im Jahr darauf in der AHL bei den Springfield Indians ausklingen ließ. Insgesamt hatte Hughes 77 NHL-Partien sowie 395 WHA-Spiele bestritten.

## Erfolge und Auszeichnungen
- 1973 J.-Ross-Robertson-Cup-Gewinn mit den Toronto Marlboros
- 1973 Memorial-Cup-Gewinn mit den Toronto Marlboros

## Karrierestatistik
(Legende zur Spielerstatistik: Sp oder GP = absolvierte Spiele; T oder G = erzielte Tore; V oder A = erzielte Assists; Pkt oder Pts = erzielte Scorerpunkte; SM oder PIM = erhaltene Strafminuten; +/− = Plus/Minus-Bilanz; PP = erzielte Überzahltore; SH = erzielte Unterzahltore; GW = erzielte Siegtore; 1 Play-downs/Relegation; Kursiv: Statistik nicht vollständig)